# Bommanal, Raybag
Bommanal là một làng thuộc tehsil Raybag, huyện Belgaum, bang Karnataka, Ấn Độ.